# Reefer Madness
Reefer Madness o Tell Your Children (Locura de la marihuana o Digan a sus niños o Locura por el cannabis o Locura canábica) es una película propagandística de origen estadounidense dirigida por Louis J. Gasnier, y estrenada en 1936, que se refiere a los efectos de la marihuana.
La película surge como herramienta de propaganda en plena crisis económica de 1929, que sumió a Estados Unidos en una profunda depresión económica y social con más de catorce millones de desempleados. La escasez de trabajo en una época de crisis y de proliferación criminal, provocó suspicacias frente a la barata mano de obra mexicana. Y el rechazo social llevó al rechazo étnico y cultural. En 1936 los EE. UU. intentaron, en el seno de la Sociedad de Naciones, impulsar una legislación internacional que posibilitara el control y cultivo de la marihuana y otros derivados del cáñamo, junto con la amapola. Al no poder conseguirlo, desarrollaron una legislación doméstica restrictiva basándose en consideraciones fiscales. Indirectamente se intentó así poner trabas al consumo de marihuana mediante un impuesto fiscal federal, el Impuesto de Transferencia (tratando de inculcar en la gente la inconveniencia del consumo o uso del cáñamo en cualquiera de sus formas), e incluso penando hasta con cárcel ciertas conductas, aunque la campaña desatada entonces atacaba directamente el consumo de marihuana. Producto de esa campaña es el filme "Reefer Madness".
Esta obra audiovisual es la película de culto más conocida sobre la marihuana, y aunque fue rodada en 1936 como documental de propaganda para aleccionar a los padres acerca de los peligros del consumo de hierbas, Reefer Madness no se hizo realmente popular hasta los años 1970, cuando la 'Organización por la Reforma de las Leyes de la Marihuana' (NORML) la recuperó del archivo del Congreso, a efectos de señalar la política retrógrada impulsada por la administración; los militantes de la legalización del cannabis, así se burlaban del orden moral dominante y hasta de ellos mismos.

## Sinopsis
El filme narra la historia de varios jóvenes que terminan por volverse medio locos como consecuencia de la adicción al cannabis, y que ejecutan una serie de actos delictivos que van del delito de fuga al asesinato, al suicidio, a la tentativa de violación, y a las agresiones mutuas.

## Reparto
- Dave O'Brien como Ralph Wiley.
- Dorothy Short como Mary Lane.
- Kenneth Craig como Bill Harper.
- Carleton Young como Jack Perry.
- Lillian Miles como Blanche.
- Thelma White como Mae Coleman.
- Warren McCollum como Jimmy Lane.
- Walter McGrail como jefe de la banda de traficantes.
- Ed LeSaint como juez.
- William Royle como el fiscal.
- Josef Forte como el doctor Alfred Carroll.
- Mary MacLaren como la señora Lane.
- Marin Sais como la señora Harper.
- Ed Mortimer como el señor Harper.
- Pat Royale como Agnes.
- Lester Dorr como Joe, el dueño de la tienda de malteadas.
- Dick Alexander como Pete Daly, camello.
- Forrest Taylor como el abogado de Blanche.
- Ted Wraye como "Hot Fingers".
- Dan Wolheim como detective en casa de los Lane.
- Edward Earle como el abogado de Bill.
- Frank O'Connor como presidente del jurado.
- James Ard como el agente Chuckman.
- Harry Harvey, Jr. como Junior Harper.

## Escenas de la película

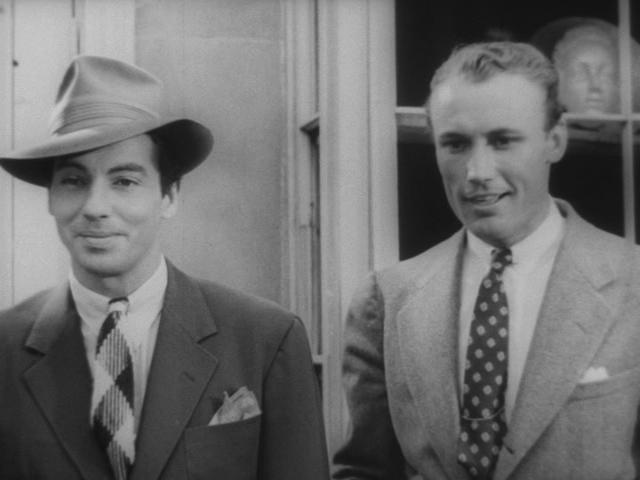

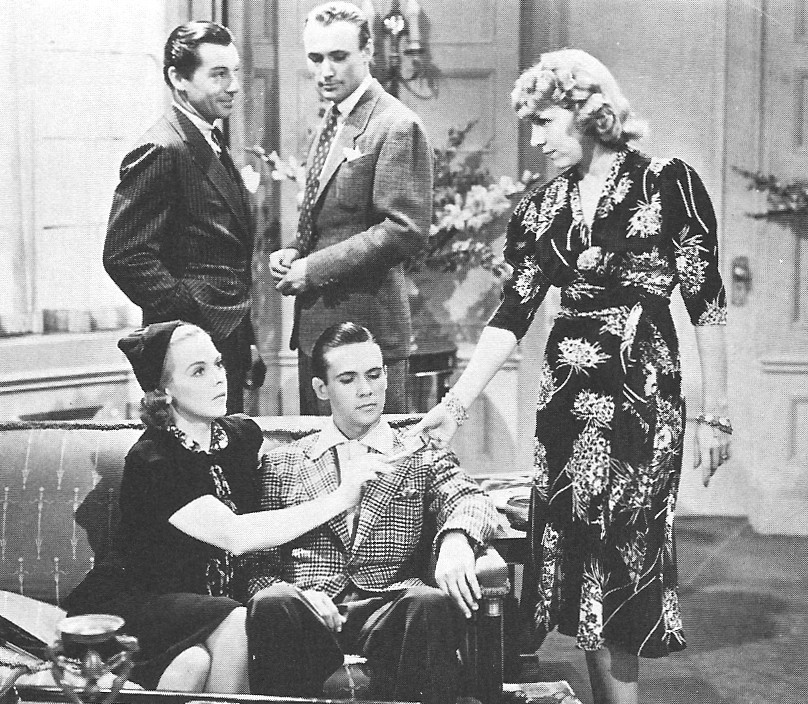

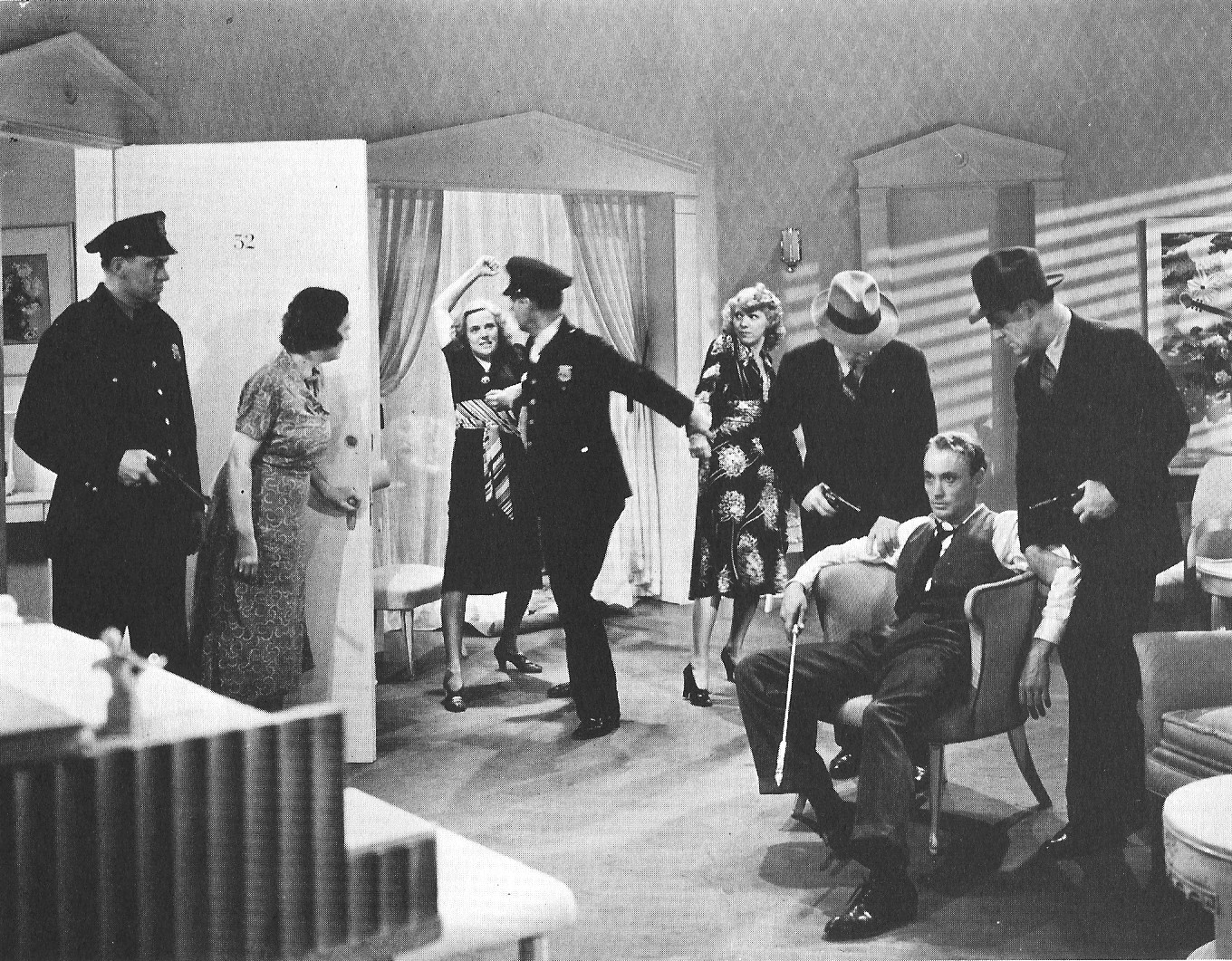

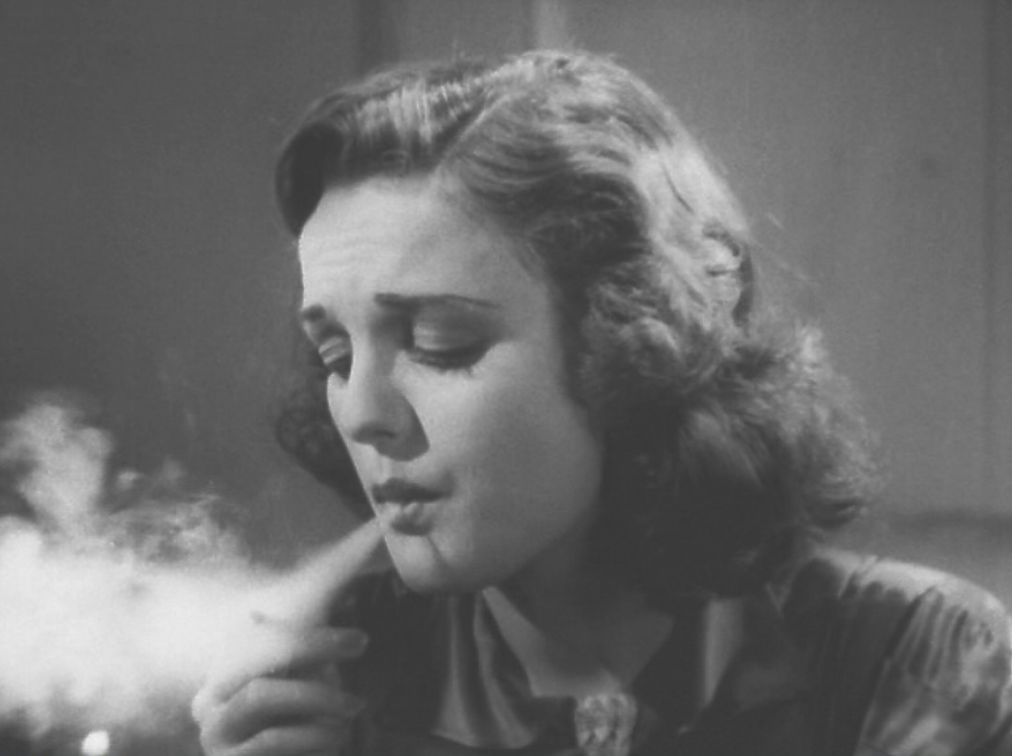
Dorothy Short en el rol de Mary Lane.

|  |  |  |